# Africada alveopalatal eyectiva
La africada alveopalatal eyectiva es un sonido consonántico no pulmonar el cual está presente en algunos idiomas hablados, en la mayoría de los idiomas donde aparece este fonema están ubicadas en el Cáucaso, su símbolo en el alfabeto fonético internacional es el de una africada alveopalatal sorda ⟨tɕ⟩ con el apóstrofo que tienen todas las consonantes eyectivas

## Características
- Su forma de articulación es africada, lo que significa que el flujo de aire se suprime en su totalidad, para luego liberarse por un canal restringido del punto de articulación.
- Su punto de articulación oclusiva es alveolo-palatal, lo que significa que la lengua se articula entre el punto alveolar y el palatal, esto es, que se posiciona en el punto postalveolar, y la lengua contacta por la parte laminar.
- Su modo de fonación es sordo, lo que significa que las cuerdas vocales no vibran, y consta de interrupciones del flujo del aire.
- Es una consonante oral, lo que significa que el aire sólo escapa por la boca.
- Es una consonante central, lo que significa que el aire escapa cuando el punto laminar se separa del punto postalveolar, esto es, que no escapa por los lados de la lengua.
- El mecanismo de la corriente de aire es eyectivo (egresivo glótico), lo que significa que el aire es expulsado al bombear la glotis hacia arriba.

## Ocurre en
Este fonema eyectivo se encuentra presente en los siguientes idiomas:
- Abaza[1][2]
- abjasio (solo en el dialecto bzyp)[3]
- ubijé